# Costa Vermella

'Costa Vermella ou Côte Vermeille (em catalão:  Costa Vermella, em francês:  Côte Vermeille) é uma região turística que se localiza no sul da França, na costa mediterrânica junto da fronteira Espanha-França. Trata-se de uma costa rochosa do sul do Rossilhão. Começa a sul da cidade francesa de Argelers e termina próximo da fronteira espanhola em (Portbou).

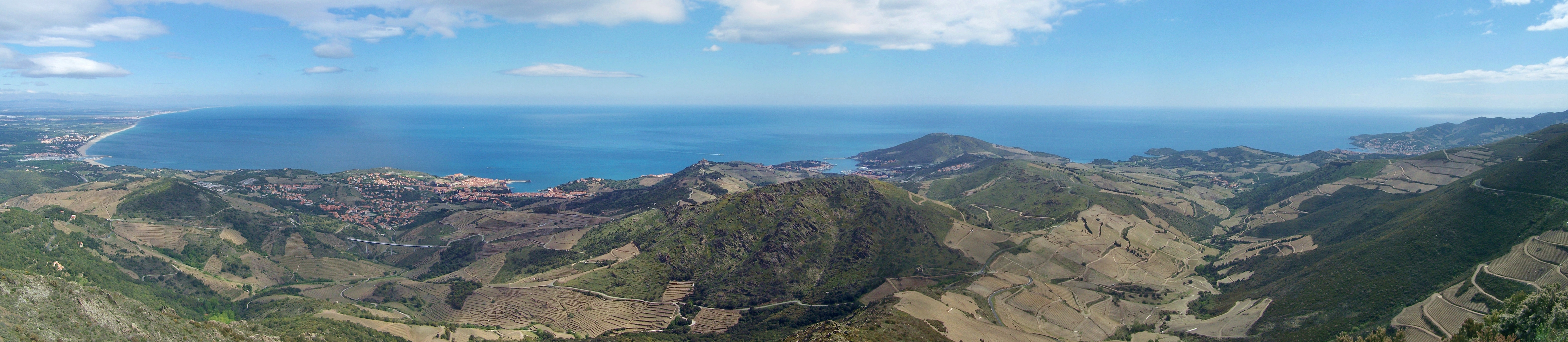
A Côte Vermeille, mostrando Argelès-sur-Mer, Collioure, Port-Vendres, Paulilles e Banyuls-sur-Mer.

Fazem parte da costa Vermella (de norte a sul):
- Argelers
- Cotlliure
- Portvendres
- Banyuls de la Marenda
- Cervera de la Marenda